# Brian Mariano
Brian Mariano (Willemstad, 22 gennaio 1985) è un velocista olandese, originario di Curaçao.

## Palmarès
| Anno | Manifestazione  | Sede     | Evento     | Risultato  | Prestazione | Note             |
| ---- | --------------- | -------- | ---------- | ---------- | ----------- | ---------------- |
| 2011 | Europei indoor  | Parigi   | 60 m piani | 6º         | 6"64        |                  |
| 2011 | Mondiali        | Taegu    | 4x100 m    | Batteria   | dq          |                  |
| 2012 | Europei         | Helsinki | 4×100 m    | Oro        | 38"34       | Record nazionale |
| 2012 | Giochi olimpici | Londra   | 4×100 m    | 5º         | 38"39       |                  |
| 2013 | Mondiali        | Mosca    | 4×100 m    | 5º         | 38"37       |                  |
| 2015 | Europei indoor  | Praga    | 60 m piani | Semifinale | 6"64        |                  |
| 2015 | World Relays    | Nassau   | 4×100 m    | 15º        | 39"41       |                  |